# Žan Jevšenak
Žan Jevšenak (Maribor, 15 de mayo de 2003) es un futbolista esloveno que juega como centrocampista en el Pisa S. C. de la Serie A.

## Trayectoria
Nacido en Maribor, Eslovenia, se incorporó al S. L. Benfica en 2019, procedente del NK Bravo. En septiembre de 2021 firmó un nuevo contrato con el club lisboeta. Debutó como profesional con el S. L. Benfica "B" en una derrota por 2-1 ante el C. D. Mafra en abril de 2022.
El 15 de julio de 2024, Jevšenak fichó por el Pisa Sporting Club de la Serie B italiana.

## Selección nacional
Ha representado a Eslovenia en todas las categorías internacionales juveniles, desde la sub-15 hasta la sub-21.

## Estadísticas

### Clubes
Actualizado al último partido disputado el 23 de noviembre de 2024.
| Club                       | Div.          | Temporada     | Liga  | Liga  | Copas nacionales | Copas nacionales | Copas internacionales | Copas internacionales | Total | Total |
| Club                       | Div.          | Temporada     | Part. | Goles | Part.            | Goles            | Part.                 | Goles                 | Part. | Goles |
| -------------------------- | ------------- | ------------- | ----- | ----- | ---------------- | ---------------- | --------------------- | --------------------- | ----- | ----- |
| S. L. Benfica "B" Portugal | 2.ª           | 2021-22       | 1     | 0     | —                | —                | —                     | —                     | 1     | 0     |
| S. L. Benfica "B" Portugal | 2.ª           | 2022-23       | 27    | 1     | —                | —                | —                     | —                     | 27    | 1     |
| S. L. Benfica "B" Portugal | 2.ª           | 2023-24       | 24    | 1     | —                | —                | —                     | —                     | 24    | 1     |
| S. L. Benfica "B" Portugal | Total club    | Total club    | 52    | 2     | 0                | 0                | 0                     | 0                     | 52    | 2     |
| Pisa S. C. · Italia        | 2.ª           | 2024-25       | 2     | 0     | 2                | 0                | —                     | —                     | 4     | 0     |
| Pisa S. C. · Italia        | Total club    | Total club    | 2     | 0     | 2                | 0                | 0                     | 0                     | 4     | 0     |
| Total carrera              | Total carrera | Total carrera | 54    | 2     | 2                | 0                | 0                     | 0                     | 56    | 2     |

## Palmarés

### Títulos internacionales
| Título                  | Club                 | Sede | Año     |
| ----------------------- | -------------------- | ---- | ------- |
| Liga Juvenil de la UEFA | S. L. Benfica sub-19 | Nyon | 2021-22 |